# Ahvaz (gisement)
Le gisement pétrolier de Ahvaz (en persan : میدان نفتی اهواز) est parmi les plus importants d'Iran, dans la province du Khuzestan. C'est l'un des cinq principaux gisements du pays, avec Marun, Aghadhari, Azadegan et Gatchsaran - tous situés dans le Khouzistan. Découvert en 1953, le champ est exploité par des puits onshore. Le champ produit quelque 700 000 barils par jour. Ses réserves totales sont estimées à 65,5 milliards de barils, et ses réserves exploitables à 37 milliards. C'est le troisième plus grand champ pétrolier au monde en termes de réserves et le plus grand dans le pays.